# Warren Hastings
Warren Hastings (6. prosince 1732 – 22. srpna 1818) byl anglický státník, v letech 1772 až 1785 první guvernér Presidency of Fort William v Bengálsku a hlava Nejvyšší rady Bengálska, tedy fakticky první generální guvernér Bengálska. Spolu s Robertem Clivem položil základy Britského impéria v Indii. Byl energickým organizátorem a reformátorem. V letech 1779–1784 vedl síly Východoindické společnosti proti silné koalici domorodých států a Francouzů. Nakonec se dobře organizovaná britská armáda udržela, zatímco Francie ztratila v Indii vliv. V roce 1787 byl Hastings obviněn z korupce a odvolán z funkcí, ale po dlouhém soudu byl v roce 1795 osvobozen. V roce 1814 byl jmenován soukromým radou.